# Anders Karlhede
Anders Karlhede, född 1952, är en svensk fysiker, verksam vid Stockholms universitet, där han är professor.

## Biografi
Karlhede gjorde värnplikten vid Tolkskolan. Han disputerade 1981 vid Stockholms universitet. Karlhede har forskat kring allmän relativitetsteori och fasta tillståndets fysik. Han har varit dekanus för naturvetenskapliga fakulteten samt vicerektor vid Stockholms Universitet. Han är sedan december 2013 ledamot av Kungliga Vetenskapsakademien.